# B, S & T; 4
B, S & T; 4 – czwarty album studyjny zespołu Blood, Sweat & Tears, wydany w czerwcu 1971 roku w Stanach Zjednoczonych nakładem Columbia Records jako LP.
10 lipca 1971 roku album doszedł do 10. miejsca na liście Billboard 200, a 5 sierpnia zdobył w Stanach Zjednoczonych certyfikat złotej płyty.

## Album

### Muzyka
Dwa poprzednie albumy zespołu opierały się w dużej mierze na piosenkach napisanych przez innych autorów. Tym razem muzycy sami postanowili wziąć się za komponowanie. Wokalista David Clayton-Thomas napisał piosenkę „Go Down Gamblin'”, a wspólnie z Dickiem Halliganem – kolejną, „Lisa, Listen To Me”. Pojawił się również były lider zespołu, Al Kooper wnosząc swój wkład w utwór „John the Baptist (Holy John)”. Zanim została wydana kolejna płyta, odszedł Clayton-Thomas, a czasy świetności zespół miał już za sobą.

## Lista utworów
Lista i informacje według Discogs:
Side 1
| 1. | Go Down Gamblin' D. Clayton-Thomas                   | 4:14  |
|    |                                                      |       |
| 2. | Cowboys And Indians D. Halligan – T. Kirkman         | 3:07  |
|    |                                                      |       |
| 3. | John The Baptist (Holy John) A. Kooper – P. Major    | 3:35  |
|    |                                                      |       |
| 4. | Redemption D. Clayton-Thomas – S. Katz – D. Halligan | 5:11  |
|    |                                                      |       |
| 5. | Lisa, Listen To Me D. Clayton-Thomas – D. Halligan   | 2:58  |
|    |                                                      |       |
| 6. | A Look To My Heart (instrumental) F. Lipsius         | 0:52  |
|    |                                                      |       |
|    |                                                      | 19:57 |
|    |                                                      |       |
Side 2
| 1. | High On A Mountain S. Katz                                                        | 3:13  |
|    |                                                                                   |       |
| 2. | Valentine's Day S. Katz                                                           | 3:56  |
|    |                                                                                   |       |
| 3. | Take Me In Your Arms (Rock Me A Little While) B. Holland – L. Dozier – E. Holland | 3:27  |
|    |                                                                                   |       |
| 4. | For My Lady D. Bargeron – S. Katz                                                 | 3:23  |
|    |                                                                                   |       |
| 5. | Mama Gets High S. Katz                                                            | 4:09  |
|    |                                                                                   |       |
| 6. | A Look To My Heart (Duet) (instrumental) F. Lipsius                               | 2:07  |
|    |                                                                                   |       |
|    |                                                                                   | 20:15 |
|    |                                                                                   |       |

### Muzycy
- David Clayton-Thomas – główny wokal, gitara (w „Go Down Gamblin'”)
- Lewis Soloff – trąbka, skrzydłówka, trąbka piccolo
- Chuck Winfield – trąbka, skrzydłówka
- Dave Bargeron – puzon, tuba, puzon basowy, sakshorn barytonowy, akustyczna gitara basowa (w „Valentine's Day”, „For My Lady”)
- Fred Lipsius – saksofon altowy, fortepian, organy, klarnet
- Dick Halligan – organy, puzon, fortepian, flet
- Steve Katz – gitara elektryczna, gitara akustyczna, harmonijka ustna, mandolina, główny wokal (w „Valentine's Day”)
- Jim Fielder – gitara basowa (i gitara w „Redemption”)
- Bobby Colomby – perkusja, instrumenty perkusyjne

### Muzycy dodatkowi
- Don Heckman – klarnet, klarnet basowy (w „Valentine's Day” i „For My Lady”)
- Michael Smith – kongi (w „Redemption”)

## Pozostałe informacje
- Don Heckman, Bobby Colomby, Roy Halee – produkcja

## Odbiór

### Opinie krytyków
| Oceny łączne                      | Oceny łączne |
| Publikacja                        | Ocena        |
| --------------------------------- | ------------ |
| Album of the Year                 | 40/100       |
| Recenzje                          |              |
| Publikacja                        | Ocena        |
| AllMusic                          | [ 2 ]        |
| Robert Christgau                  | C-           |
| Prog Archives                     | 3.36/5.0     |
| Rate Your Music                   | 3.23/5       |
| The New Rolling Stone Album Guide | [ 7 ]        |
| Sputnikmusic                      | 3.8/5        |

William Ruhlmann z magazynu AllMusic ocenił, iż piosenki Steve’a Katza na drugiej stronie longplaya były „poniżej standardów”, a „spójność zespołu wydawała się rozpadać. Chociaż album na krótko znalazł się w pierwszej dziesiątce i osiągnął status złotej płyty, oznaczało to koniec okresu dużego sukcesu komercyjnego płyt Blood, Sweat & Tears”.
Natomiast R. Meltzer z magazynu Rolling Stone pozytywnie ocenił album uznając go za najlepszy od czasu albumu debiutanckiego. Przyczynił się do tego między innymi Steve Katz pisząc „dwa naprawdę ładne małe kawalki, zatytułowane Valentine's Day i For My Lady“, zaś Fred Lipsius stworzył „jeszcze piękniejszą instrumentalną rzecz na obu stronach [longplaya], zatytułowaną A Look to My Heart“. 

### Listy tygodniowe
| Kraj              | Lista         | Pozycja |
| ----------------- | ------------- | ------- |
| Stany Zjednoczone | Billboard 200 | 10      |

### Certyfikaty
5 sierpnia 1971 roku album zdobył w Stanach Zjednoczonych certyfikat złotej płyty za 0.5 miliona sprzedanych egzemplarzy.